# Битка код Алжубароте
Битка код Алжубароте се одиграла 14. августа 1385. године, између Португалије и Кастиље. Португалске снаге су предводили краљ Жоао I и генерал Нуно Алварес Переира, а шпанске Хуан I од Кастиље, краљ Кастиље. 
Битка је представљала крај кризе око португалског престола (1383–1385), која је настала након смрти краља Фернанда I. Пошто није имао мушког наследника, него само ћерку Беатрис, удату за Хуана I од Кастиље, овај је полагао право на Португалију. Томе су се супротставили Португалци, предвођени племићем Жоаом, из породице Авиз. Борба између Португалаца и Кастиљаца се водила две године, а 6. априла 1385. је Жоао проглашен португалским краљем. То је био увод у завршну битку. 
Битка се одиграла код дворца Алжубарота у централном Португалу. На португалској страни се борило 600 Енглеза са луковима и стрелама, док су Шпанци унајмили француске коњанике, тако да је то био наставак Стогодишњег рата, на другој територији. Иако су Португалци имали само 7 хиљада бораца, у односу на 31 хиљаду непријатељских, однели су победу.
После ове битке, Португал је осигурао независност и успоставио нову владарску династију - Авиш.